# 22227 Polyxenos
22227 Polyxenos è un asteroide troiano di Giove del campo greco. Scoperto nel 1973, presenta un'orbita caratterizzata da un semiasse maggiore pari a 5,2316396 UA e da un'eccentricità di 0,1325745, inclinata di 10,94858° rispetto all'eclittica.
L'asteroide è dedicato a Polisseno, signore dell'Elide.